# Fernando Clavijo
Fernando Caetano Clavijo Cedrés (Maldonado, 23 gennaio 1956 – Fort Lauderdale, 9 febbraio 2019) è stato un allenatore di calcio, calciatore e giocatore di calcio a 5 uruguaiano naturalizzato statunitense.

## Carriera
Con la nazionale maschile di calcio a 5 degli Stati Uniti d'America ha disputato il FIFA Futsal World Championship 1992 in cui la selezione nordamericana ha colto il suo miglior risultato di sempre, venendo sconfitta solamente in finale dal Brasile per 1-4.